# Donald T. Campbell
Donald Thomas Campbell (20 de novembro de 1916 - 5 de maio de 1996) foi um cientista social americano. Ele é conhecido por seu trabalho em metodologia científica. Ele cunhou o termo "epistemologia evolucionista" e desenvolveu uma teoria selecionista da criatividade humana. Uma pesquisa da Review of General Psychology, publicada em 2002, classificou Campbell como o 33º psicólogo mais citado do século XX.

## Biografia
Campbell nasceu em 1916 e concluiu sua graduação em psicologia na Universidade da Califórnia em Berkeley, onde ele e sua irmã mais nova, Fayette, se formaram em primeiro e segundo lugar, respectivamente, na turma de 1939.
Depois de servir na Reserva Naval dos Estados Unidos durante a Segunda Guerra Mundial, ele obteve seu doutorado em psicologia em 1947 pela Universidade da Califórnia, Berkeley. Posteriormente, ele serviu no corpo docente da Universidade Estadual de Ohio, da Universidade de Chicago, da Northwestern University e da Universidade Lehigh.
Campbell foi eleito para a Academia Nacional de Ciências dos Estados Unidos em 1973. Em 1975, Campbell foi presidente da American Psychological Association.

## Trabalho
Campbell fez contribuições para uma ampla gama de disciplinas, incluindo psicologia, sociologia, antropologia, biologia, estatística e filosofia.

### Matriz multitraço-multimétodo
Campbell argumentou que o uso sofisticado de muitas abordagens, cada uma com suas próprias falhas distintas, mas mensuráveis, era necessário para criar projetos de pesquisa confiáveis e garantir validade convergente e discriminante. O artigo que ele escreveu com Donald W. Fiske para apresentar esta tese, "Validação Convergente e Discriminante pela Matriz Multitraço-Multimétodo", é um dos artigos mais citados na literatura das ciências sociais.

### Variação cega e retenção seletiva
Variação cega e retenção seletiva (Blind variation and selective retention ou BVSR em inglês) é uma frase introduzida por Campbell para descrever o princípio mais fundamental subjacente à evolução cultural. Na cibernética, é visto como um princípio para descrever mudanças em sistemas evolutivos em geral, não apenas em organismos biológicos. Forma uma base para o que mais tarde foi chamado de darwinismo universal.

### Epistemologia evolucionista
Aplicando o princípio BVSR à evolução do conhecimento, Campbell fundou o domínio da epistemologia evolucionista. Isso pode ser visto como uma generalização da filosofia da ciência de Karl Popper, que concebe o desenvolvimento de novas teorias como um processo de proposição de conjecturas (variação cega) seguida da refutação (eliminação seletiva) daquelas conjecturas falsificadas empiricamente. Campbell acrescentou que a mesma lógica de variação cega e eliminação/retenção seletiva está por trás de todos os processos de conhecimento, não apenas os científicos. Assim, o mecanismo BVSR explica a criatividade, mas também a evolução do conhecimento instintivo e de nossas habilidades cognitivas em geral.